# ハリー・クロスビー (俳優)
ハリー・クロスビー（Harry Crosby、1958年8月8日 - ）は、アメリカ合衆国の俳優。

## 出演作品
- 13日の金曜日（ビル）